# Nico van der Laan
Nico van der Laan (Leiden, 25 augustus 1908 - 's-Hertogenbosch, 20 september 1986) was een Nederlands architect. Ook zijn vader Leo, zijn broers Jan en Hans en twee van Nico's zonen waren architect.

## Leven en werk

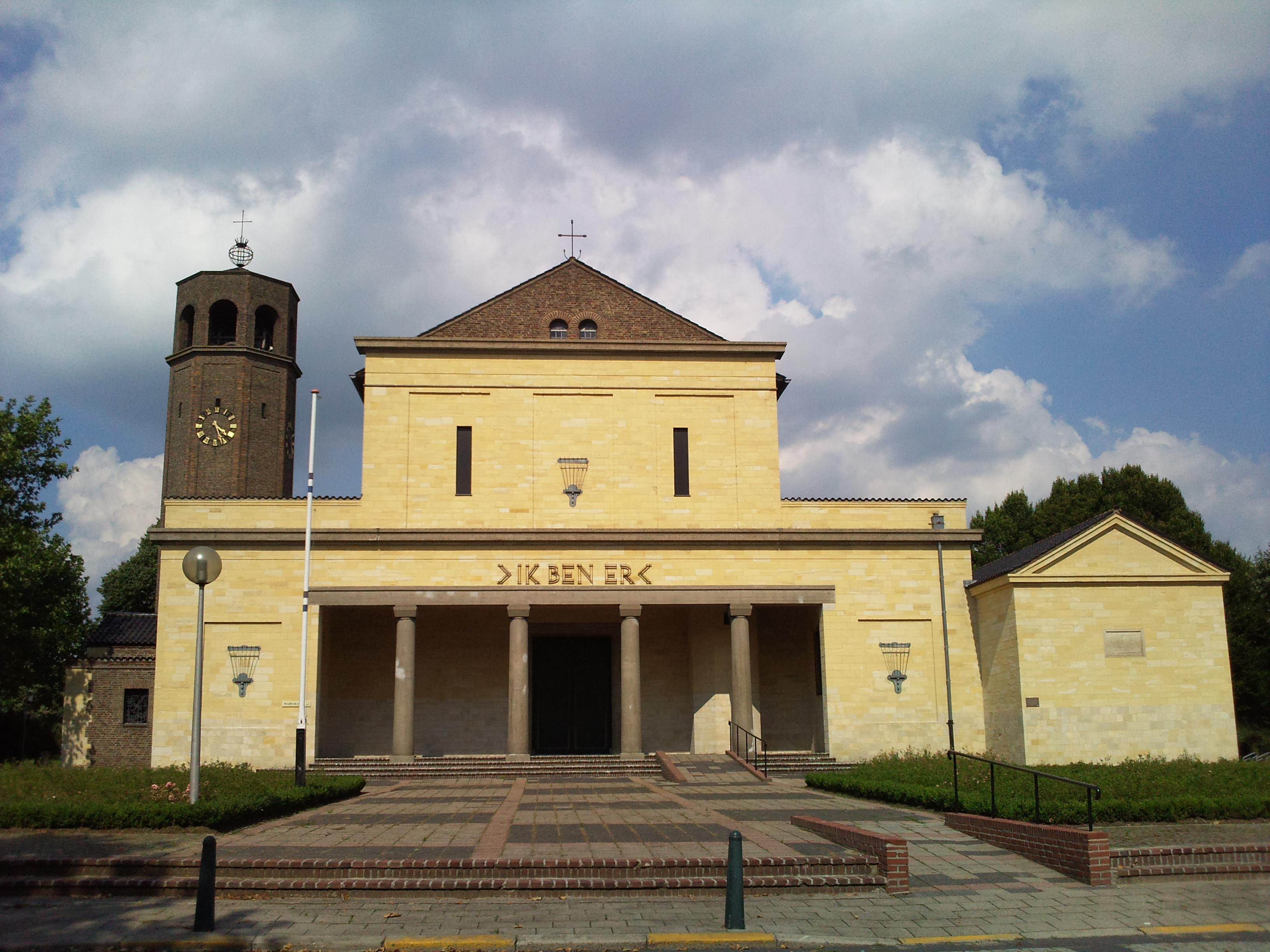
Sint-Martinuskerk (Gennep) in 2010

Nico van der Laan studeerde in 1937 af aan de Technische Hogeschool (TH) in Delft.
Samen met zijn broer Hans, die in 1927 intrad bij de benedictijnen in Oosterhout en daardoor bekend kwam te staan als Dom van der Laan, verdiepte hij zich in de algemene uitgangspunten van de architectuur.
Na de Tweede Wereldoorlog werd Nico van der Laan directeur van de 3-jarige Cursus Kerkelijke Architectuur in het Kruithuis in 's-Hertogenbosch in de periode 1946 tot en met 1973. Nico van der Laan, Cees Pouderoyen en Dom Hans van der Laan waren er docenten. De opleiding was opgericht om architecten te begeleiden bij de kerkelijke wederopbouw.  Aanvankelijk werden hierbij de antieke en oudchristelijke architectuur als voorbeeld gebruikt. Vanaf het midden van de jaren '50 kreeg de cursus echter een steeds meer eigen signatuur en kwam hieruit de Nederlandse architectuurstroming de Bossche School voort.
Nico van der Laan had vanaf 1946 een architectenbureau dat onder andere zijn naam droeg. Tot de belangrijkste kerken van de hand van Nico van der Laan behoren de St. Johannes Geboorte in Nieuwkuijk (1949-55), de kapel van De Tiltenberg aan de Zilkerduinweg in Vogelenzang (1951-53) en de Sint-Martinuskerk in Gennep (1953-54). De San Salvatorkerk in Oeffelt, ook bekend als de Zoete Naam Jezuskerk, is ontworpen door Nico van der Laan. Deze kerk, in 1954 gebouwd, werd in 2007 tot rijksmonument bestempeld.
Veel van Nico van der Laans kerkontwerpen zijn ontstaan in nauw overleg met zijn twee jaar oudere broer Hans. Zo is er een schets bewaard gebleven van de Gennepse kerk van de hand van Dom van der Laan. Omgekeerd werden alle ontwerpen van de pater uitgetekend op het architectenbureau van Nico.

## Publicaties
- Michel Remery: Wandelend Leiden ontdekken met vier architecten Van der Laan. Leiden, Uitgeverij Ginkgo, 2017. ISBN 978-90-71256-55-4
- Michel Remery: Katholieke architectuur in de twintigste eeuw: de vier architecten van de Leidse familie Van der Laan. Hilversum, Uitgeverij Verloren, 2018. ISBN 978-90-8704-707-8

- Gemeinsame Normdatei: 116402082X
- International Standard Name Identifier: 0000 0003 9021 897X
- Nederlandse Thesaurus van Auteursnamen: 302514171
- Virtual International Authority File: 283780791
- WorldCat: E39PBJyWYhcH6JRhGBjBhrvCQq